# Héctor Vinent
Héctor Vinent Cháron (Santiago di Cuba, 25 luglio 1972) è un ex pugile cubano.
Ha vinto due medaglie olimpiche nel pugilato, entrambe d'oro. In particolare ha conquistato la medaglia d'oro alle Olimpiadi di Barcellona 1992 nella categoria pesi superleggeri e la medaglia d'oro anche alle Olimpiadi di Atlanta 1996, sempre nella categoria pesi superleggeri.
Inoltre ha vinto due medaglie d'oro ai campionati mondiali di pugilato dilettanti (1993 e 1995), sempre nella categoria superleggeri.